# Hadaly Károly
Hadai Hadaly Károly (Gúta, 1743 – Pest, 1834. július 19.) magyar matematikus, bölcseleti doktor, királyi tanácsos és egyetemi tanár.

## Élete
A Nagyszombati Egyetemen tanult ahol doktori fokozatot szerzett filozófiából és jogból. Tanulmányainak befejezte után mint királyi táblai hites jegyző Batthyány József bíboros hercegprímás mellett volt. Ezután a felsőbb mennyiségtan (matematika) tanára volt a nagyszombati egyetemen. 1777-ben Budára került át az egyetem, Hadaly a nagyszombati akadémián a bölcseletet tanította. 1781-ben a győri akadémián a „matézsis” rendes tanárának nevezték ki, innen 1785-ben az akadémiával együtt Pécsre költözött. 1786. augusztus 1-jétől 1810-ig az első félév végeig a pozsonyi akadémiánál foglalta el ugyanazt a tanszéket és tíz évig könyvvizsgálóként is dolgozott. 1810-ben a pesti egyetemhez nevezték ki tanárnak, ahol tiszta és alkalmazott matematikát tanított, 1826–tól 1828-ig az építészet tanára volt a pesti tudományegyetemen, valamint a Mérnöki Intézetben (Institutum Geometricum). 1831. február 2-án nyugalomba vonult.
Végrendeletében a Budapesti Tudományegyetem Mitterpacher József és Mitterpacher Lajos-féle alapítványát 250 forinttal gyarapította. Tanítványa volt többek között Kliegl József (1795-1870) nyomdász, festő, feltaláló.
A göttingeni tudós társaság 1801. november 14-én választotta tagjai közé. Tagja volt még a jénai mineralógiai társaságnak. Esztergom, Vas, Somogy, Mosony és Pozsony vármegyéknek táblabírája volt.

## Elismerései
- 1812-ben királyi tanácsosi címet kapott[2]
- 1831 Lipót-rend kiskeresztje

## Művei
- Elementa hydrotechnicae, quae in usum auditorum suorum elaboratus est. Viennae et Jaurini, 1783. (2. kiadás. Pozsony, 1791. 3. k. 1794., 4. k. 1798., 5. bőv. k. 1801., 6. k. 1803., 7. bőv. k. 1821. Viennae et Jaurini.)
- Ars delineandi coloribusque localibus adumbrandi aedem, in usum eorum, qui bene hanc artem discendi desiderio ardent, manuductore carent. Jaurini, 1785.
- Anfangsgründe der Mathematik. Pressburg. 1789-90. két kötet.
- Elementa matheseos purae. Pressburg, 1798-99. Két kötet. (2. kiadás 1801., 3. k. 1805., 4. k. 1809., 5. k. 1815., 6. k. 1822. Pressburg. 7. k. 1826. Budán, mindegyik bővített kiadás.)
- Tentamen publicum ex architectura civile oeconomiae applicata et hydrotechnia in reg. Acad. Poson. mense Martio 1806. Pressburg.
- Mechanica solidorum, in commodum auditorum suorum pro praelectionibus e mathesi adplicata anno 1808. Posonii 1808.
- Tentamen publicum ex algebra, geometria pura et practica quod in reg. univ. Pestiensi e praelectionibus, A. 1811. die 13. Aug. Pestini. (U. az 1812. Pestini).
- Tentamen publicum a mathesi adplicata quod in reg, univ. Pestiensi e praelectionibus. A. 1812. die 13. Aug. pro utroque semestri. Pestini.
- Toxotomia seu scientia quemvis datum arcum circularem, angulumve rectilineum, non secus ac peripheriam in quotquot aequas partes geometrice secandi... Budae, 1820.
- Tentamen publicum ex algebra, geometria pura et practica Pestini, 1820. (U. az 1822., 1823. és 1827. Pestini.)